# Dalton (đơn vị)
Đơn vị khối lượng nguyên tử hay dalton (ký hiệu: u, amu hoặc Da, ký hiệu cũ của Việt Nam: đvC), là một đơn vị đo khối lượng trong hóa học và vật lý, sử dụng đo khối lượng của các nguyên tử và phân tử. Nó theo quy ước lấy bằng 1/12 khối lượng của nguyên tử carbon đồng vị 12 làm số đo gốc.
Nguyên tử có khối lượng vô cùng nhỏ bé, nếu tính bằng gram thì số trị vô cùng nhỏ, không tiện dụng. Thí dụ, khối lượng của một nguyên tử carbon (C) là: 0,000 000 000 000 000 000 000 019 926 g (= 1,9926.10−23 g)
Tại Việt Nam, quy ước lấy 1/12 khối lượng trung bình của nguyên tử carbon làm đơn vị khối lượng cho nguyên tử, được gọi là đơn vị carbon (viết tắt là đvC). Cũng quy ước ấy, chương trình giáo dục phổ thông 2018 lấy tên là khối lượng nguyên tử (viết tắt là amu).
Đơn vị khối lượng nguyên tử được ký hiệu bằng chữ "u". Theo quy ước của hệ Đo lường Quốc tế (SI):
1 u = 1/NA gam = 1/(1000 NA) kg
(Với NA là hằng số Avogadro)
1 u ≈ 1.66053886 x 10−27 kg
1 u ≈ 1.6605 x 10−24 g